# Ranissus leptopa
Ranissus leptopa är en insektsart som beskrevs av Franz Xaver Fieber 1866. Ranissus leptopa ingår i släktet Ranissus och familjen Dictyopharidae. Inga underarter finns listade i Catalogue of Life.